# クラウス・ハーパニエミ
クラウス・ハーパニエミ（Klaus Haapaniemi、1970年 - ）は、フィンランド・ヘルシンキ出身のイラストレーター。
幼少時に見たロシアのTVアニメに影響を受けて、イラストレーションへの興味を持った。ラハティ応用科学大学デザイン学部を卒業。現在はロンドンを拠点にフリーで活動している。